# Страдање Христово
Страдање Христово (енгл. The Passion of the Christ) је амерички филм из 2004. године, који је режирао Мел Гибсон. Био је номинован за три Оскара и похваљен од стране критичара, али је изазвао бројне контроверзе широм света. Зарадивши преко 622 милиона долара постао је комерцијално најуспешнији филм о хришћанству, али и један од филмова са највећом зарадом у историји. Наставак филма, Страдање Христово: Васкрсење — Прво поглавље, биће премијерно приказан 2025. године.

## Радња
Филм говори о посљедња 24 сата Исуса Христа и његовом страдању. Почиње Исусовом агонијом у Гетсиманском врту, док апостоли спавају под стаблима. Велики свештеник Кајафа нуди Јуди, да открије где се налази Исус. Као награду за то Јуда добија 30 сребрењака. Сатана наговара Исуса да одустане од идеје да једна особа може откупити грехе целог света. Исус му се одупире. Долазе војници, Јуда издаје Исуса пољупцем. Петар узима мач и одсече уво једном стражару, а Исус узме уво и зацели га. Марија се буди из ружног сна и предосећа да се нешто догађа. Марија Магдалена је уз њу, а апостол Јован им јавља да је Исус ухапшен.
Исус је одведен у Кајафину палату где трпи разна злостављања и тортуре. Јуда се осећа посрамљено, демони га муче. Исус угледа мајку Марију, Марију Магдалену и Јована те се присећа детињства, када је радио сто за богаташа и шалио се с Маријом. Исуса испитују, муче и осуђују на смрт. Петар је уплашен и одриче се Исуса три пута. Каје се и плаче. Јуда жели да исправи своју грешку, али не успева, одлази из града и убија се. Исуса доведу пред Понтија Пилата са циљем, да буде разапет по римском закону. Понтије Пилат не види кривицу код Исуса, жели да га пусти, али попушта под притиском масе и осуди Исуса, а пусти Вараву, локалног разбојника.
Исуса бичују готово до смрти, војници га исмевају и стављају му круну од трња на главу. Исус носи тешки крст по улицама и пада под њим три пута. Марија, Марија Магдалена и Јован посматрају то издалека, а касније му Марија прилази. Исус више не може сам носити крст па војници траже од Симона Кирењанина да помогне Исусу. Приликом Исусова пада, прилази му Вероника и даје му своју мараму, да обрише крваво лице. На Вероникиној марамици остаје лик Исусова лица. Процесија наставља према брду званом Голгота. Тамо Исуса прибијају на крст заједно са два разбојника. Онај са лева га моли за спас душе и говори да је Исус стварно Син Божји. Исус опрашта грехе разбојнику и каже му да ће још данас бити с њим у рају.
Како је Исусу све теже, небо постаје све мрачније. Исус каже да је жедан, а римски војник (касније је постао св. Лонгин), натапа сунђер и даје га Исусу. Исус говори на арамејском: „Боже мој, Боже мој, зашто си ме оставио?" Затим каже: „Завршено је“ и издахне. Чује се јака грмљавина. Римски војник Касије Лонгин, ломио је ноге разбојницима крај Исуса, али Исусу није, јер је већ умро. Али му је пробио бок копљем и тада потеку крв и вода те Касије падне на колена. Присутни Римљани и Јевреји схватили су, шта су учинили. Гром погађа јеврејски храм и преполовљава га. Кајафа у шоку плаче. Сатана у дубинама пакла, страховито виче, знајући да је заувек поражен.
Касније Исуса скидају са крста, Марија га прима у своје руке. Затим је приказана унутрашњост гроба, три дана касније на Ускрс. Види се одваљен камен, јутарња светлост. Ускрснули Исус отвара очи, устаје и излази из гроба. Виде му се ране на руци од клинова којима је био прикован.

## Улоге
| Глумац              | Улога                |
| ------------------- | -------------------- |
| Џим Кавизел         | Исус                 |
| Маја Моргенстерн    | девица Марија        |
| Моника Белучи       | Марија Магдалена     |
| Христо Шопов        | Понтије Пилат        |
| Матија Збрађа       | Кајафа               |
| Розалинда Челентано | Сатана               |
| Христо Живков       | Јован                |
| Франческо Девито    | Петар                |
| Лука Лионело        | Јуда Искариотски     |
| Клаудија Ђерини     | жена Понтија Пилата  |
| Серђо Рубини        | покајани разбојник   |
| Франческо Кабрас    | непокајани разбојник |
| Тони Берторели      | Ана                  |
| Роберто Бестацони   | Малкус               |
| Ђовани Капалбо      | Касије               |
| Емилио Де Марки     | Римљанин             |
| Роберто Висконти    | Римљанин             |
| Лело Ђуливо         | Римљанин             |
| Абел Џафару         | други чувар храма    |
| Џарет Мерц          | Симон из Киринеје    |
| Мат Патрези         | Јанус                |
| Фабио Сартор        | Абенадер             |
| Лука Де Доминичис   | Ирод                 |
| Сабрина Импачаторе  | Света Вероника       |

## Пријем
Иако су критике филма биле мешовите, сви су похвалили изведбу Џима Кавизела. На сајту „Rotten Tomatoes“ написано је да је филм тешко гледати седећи, а Роџер Иберт је рекао да је то најнасилнији филм који је икада видео и оценио га четворком (од четири). Колумниста New York Daily News-a је рекао да толико антисемитски филм није снимљен још од немачких пропагандних филмова из Другог светског рата. Магазин Тајм га је прогласио најнасилнијим, а Ентертејмент викли најконтроверзнијим филмом свих времена.
Страдање Христово је био номинован за Оскар у три категорије: Оскар за најбољу музику, Оскар за најбољу шминку и Оскар за најбољу фотографију.

## Занимљивости
Глумца Џима Кавијезела , који игра Божјег сина у филму, за време снимања ударио је гром. Кавијезел је прошао без повреда, али је један од продуцената изјавио да је приметио дим изнад његове главе. Куриозитет је то да је то други пут да гром погоди неког из филмске екипе на снимању овог филма у Италији. Несрећни асистент режије био је оба пута учесник догађаја, оба пута остао је неповређен, тако да је сад познатији по свом надимку Громовник. Екипа се у то време налазила недалеко од Рима, на оближњим брежуљцима.

## Зарада
- Зарада у САД — 370.782.930 $
- Зарада у иностранству — 241.116.490 $
- Зарада у свету — 611.899.420 $